# Tornay
Tornay ist eine französische Gemeinde mit 29 Einwohnern (Stand: 1. Januar 2022) im Département Haute-Marne in der Region Grand Est. Sie gehört zum Arrondissement Langres und zum Kanton Chalindrey.

## Geografie
Die Gemeinde Tornay liegt etwa 30 Kilometer südöstlich von Langres an der Grenze zum Département Haute-Saône. Im Gemeindegebiet von Tornay versickert der Fluss Vannon, der elf Kilometer weiter südlich wieder auftaucht. Tornay ist umgeben von folgenden Nachbargemeinden:
| Belmont                  | Genevrières                                 |                           |
|                          | Kompassrose, die auf Nachbargemeinden zeigt | Gilley                    |
| Champlitte (Haute-Saône) |                                             | Argillières (Haute-Saône) |

## Bevölkerungsentwicklung

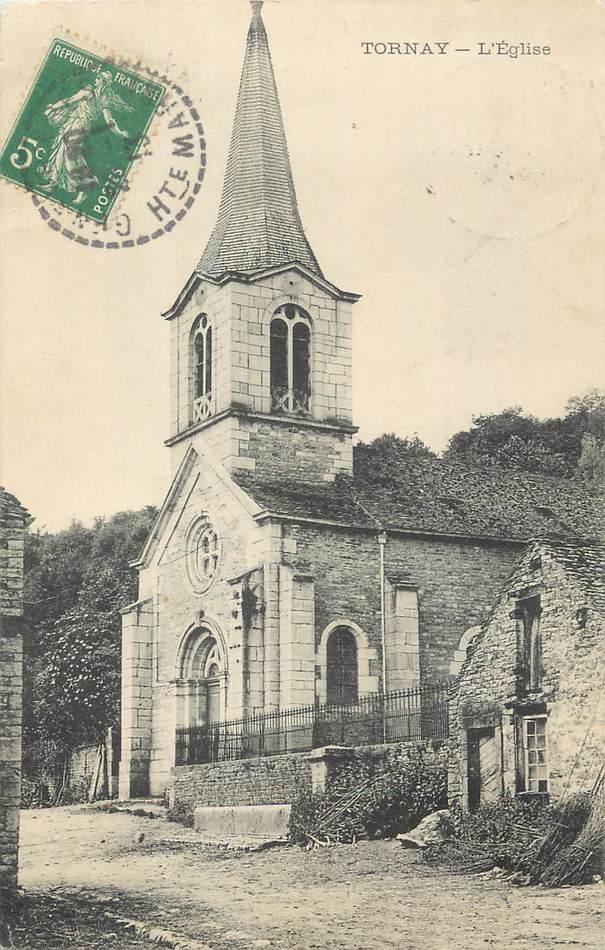
Kirche Saint-Loup auf einer alten Postkarte (um 1913)

| Jahr                       | 1962 | 1968 | 1975 | 1982 | 1990 | 1999 | 2008 | 2019 |
| -------------------------- | ---- | ---- | ---- | ---- | ---- | ---- | ---- | ---- |
| Einwohner                  | 112  | 87   | 71   | 68   | 44   | 51   | 44   | 30   |
| Quellen: Cassini und INSEE |      |      |      |      |      |      |      |      |